# واجة (بشت أربابا)
واجة (بالفارسية: واژه) هي قرية تقع في إيران في قسم بشت أربابا الريفي. يقدر عدد سكانها بـ 45 نسمة بحسب إحصاء 2016.